# Comisión de Agricultura, Silvicultura y Desarrollo Regional de la Cámara de Diputados de Chile
La Comisión Permanente de Agricultura, Silvicultura y Desarrollo Regional en Chile, corresponde a una de las comisiones permanentes de la Cámara de Diputados de Chile, en la cual, una serie de Diputados formulan proyectos de ley referentes al tema del cual trata la comisión, en este caso Agricultura, Silvicultura y Desarrollo Regional, para luego ser presentados en la sesión plenaria de la Cámara correspondiente para su aprobación o rechazo de todos los Diputados, que en Chile suman 120 escaños en la actualidad.

## Historia
Esta comisión se creó en 1873 bajo el nombre de Comisión Permanente de Agricultura, hasta que en 1903 pasó a denominarse Comisión Permanente de Industria y Agricultura, nombre que mantuvo hasta la suspensión del régimen democrático (1973). Con el retorno a la democracia (1990), la comisión adoptó el nombre de Agricultura, Silvicultura y Desarrollo Regional.

## Composición actual
En el LVI periodo legislativo del Congreso Nacional de Chile (2022-2026) la comisión está integrada por:
- René Alinco Bustos (Ind-PPD)
- Félix Bugueño Sotelo (FREVS)
- Mercedes Bulnes Núñez (Ind-CS)
- Juan Antonio Coloma Álamos (UDI)
- Felipe Donoso Castro (UDI)
- Paula Labra Besserer (RN)
- Benjamín Moreno Bascur (PRCh)
- Gloria Naveillan Arriagada (PRCh)
- Emilia Nuyado Ancapichún (PS)
- Víctor Pino Fuentes (PDG)
- Jorge Rathgeb Schifferli (RN)
- Marcela Riquelme Aliaga (Ind-CS)